# HD109764
HD109764 — хімічно пекулярна зоря спектрального класу A2, що має видиму зоряну величину в смузі V приблизно  6,6.
Вона  розташована на відстані близько 481,1 світлових років від Сонця.